# Dore Lavik
Dore Lavik, egentligen Dorotheus Olivarius Lavik, född 4 juni 1863 i Eksingedalen i Hosanger (nuvarande Vaksdal), död 16 juni 1908 i Bergen, var en norsk skådespelare och teaterchef.
Lavik arbetade på sin fars gård till dess att han började utbildade sig. Han tog middelskoleexamen 1883 och gick därefter tvåårigt gymnasium i Kristiania med examen 1885. Fram till 1888 studerade han filologi och arbetade samtidigt som lärare hos doktor Oscar Nissen. Lavik reste senare till USA där han stannade i två år. Under den tiden uppträdde han som amatörskådespelare vid Scandia Hall i Chicago.
När Lavik återvände till Norge 1894 blev han redaktionssekreterare på tidningen Social-Demokraten. Den 8 september 1895 gjorde han sin scendebut vid Den Nationale Scene i Gustav Esmanns Magdalene. Tio dagar senare gjorde han rollen som Eilert Løvborg i Henrik Ibsens Hedda Gabler. Vid teatern träffade han sin blivande fru, skådespelaren Ludovica Levy. När hon blev uppsagd 1899 sade han också upp sig och paret drog till Kristiania.
I Kristiania startade paret Secondtheatret som öppnade den 25 augusti 1899. Teatern gick i konkurs 1901 och paret flyttade från varandra. Dore Lavik började som resande teaterdirektör och turnerade i Norge, Sverige och Danmark. Fram till sin död företrädde han en rad olika sällskap, bland annat Det Norske Skuespillerselskab. Lavik och Levy skilde sig 1906. Åren 1907–1908 turnerade han i Danmark, men biljettförsäljningen gick så dåligt att han tvingades säga upp sina skådespelare. Därefter drog han på uppläsningsturné på Vestlandet.
Som skådespelare gjorde Lavik företrädesvis karaktärsroller.